# Vehículo aéreo no tripulado de gran autonomía y altitud media

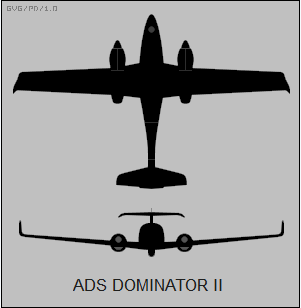
En la figura un ejemplo de la vista superior y frontal del Aeronautics Defense Dominator, dron de tipo de MALE UAV. Los tipos y diseños varían según el fabricante asociado.

Un vehículo aéreo no tripulado de gran autonomía y altitud media, o MALE por sus siglas en inglés (medium-altitude long-endurance), es un vehículo aéreo no tripulado (UAV) que vuela a una altitud ventana de 10.000 a 30.000 pies con duraciones de tiempo prolongadas, típicamente de 24 a 48 horas.
Con sus avanzadas cargas útiles electroópticas occidentales estándar, los UAV MALE desarrollados por los estadounidenses, israelíes y turcos son globalmente considerados los más avanzados del mundo. Estos países tienen una gran cuota de mercado del mercado del UAV MALE.

## Actualidad
Tres constructores aeronáuticos europeos, Dassault Aviation, Airbus SE y Leonardo S.p.A pidieron a sus respectivos gobiernos que lancen un programa de construcción de aviones no pilotados (drones) de vigilancia y combate, para poder competir en el 2020 con sus rivales israelíes y norteamericanos. Esta demanda se materializó con el European MALE RPAS. Desde el año 2000 Dassault Aviation en cooperación con otras empresas aeronáuticas europeas, está desarrollando el primer UCAV furtivo de Europa, el nEUROn.

## Ejemplos
Esta lista de ejemplos incluye tanto vehículos aéreos de combate no tripulados como vehículos aéreos de reconocimiento no tripulados:
| UAV                           | País                   | Techo de servicio          | Resistencia | Peso máximo al despegue        |
| ----------------------------- | ---------------------- | -------------------------- | ----------- | ------------------------------ |
| Aeronautics Defense Dominator | Israel                 | 30.000 pies (9.100 metros) | 24 horas    | 1,200 kilogramos (2640 libras) |
| Atobá Tactical UAS            | Brasil                 | 16 404 pies (5000 m)       | 28 horas    | 500 kg (1100 lb)               |
| Baykar Bayraktar TB2          | Turquía                | 25,000 pies (7,620 m)      | 27 horas    | 700 kg (1,540 lb)              |
| DELAER RX-3                   | Grecia                 |                            | 10 horas    | 190 kg (420 lb)                |
| Denel Dynamics Bateleur       | Sudáfrica              | 26,000 pies (8,000 m)      | 18–24 horas | 1,000 kg (2,205 lb)            |
| DRDO Rustom                   | India                  | 35,000 pies (10,668 m)     | 24 horas    | 720 kg (1,587 lb)              |
| EADS Talarion                 | Unión Europea/ Turquía | 49,213 pies (15,000 m)     |             | 10,000 kg (22,046 lb)          |
| Elbit Hermes 900              | Israel                 | 30,000 pies (9,100 m)      | 36 horas    | 1,100 kg (2,425 lb)            |
| Eurodrone                     | Unión Europea          | 44,900 pies (13,700 m)     | 18–40 horas | 11,000 kg (24,251 lb)          |
| Falco Xplorer                 | Italia                 | 30 000 pies (9100 m)       | 24 horas    | 1,300 kg (2,866 lb)            |
| General Atomics MQ-1 Predator | Estados Unidos         | 25,000 pies (7,600 m)      | 24 horas    | 1,020 kg (2,249 lb)            |
| HAI Pegaso II                 | Grecia                 |                            | 15 horas    | 250 kg (551 lb)                |
| HCUAV                         | Grecia                 |                            | 11 horas    | 185 kg (407 lb)                |
| Hybrid Air Vehicles HAV-3     | Reino Unido            | 20,000 pies (6,096 m)      | 120 horas   | 19,999 kg (44,092 lb)          |
| Yabhon United 40              | Emiratos Árabes Unidos | 22,965 pies (7,000 m)      | 120 horas   | 1,500 kg (3,306 lb)            |
| IAI Heron                     | Israel                 | 33,000 pies (10,000 m)     | 52 horas    | 1,150 kg (2,535 lb)            |
| IAIO Fotros                   | Irán                   | 25,000 pies (7,600 m)      | 16–30 horas | 3,500 kg (7,716 lb)            |
| INTA Milano                   | España                 | 25,591 pies (7,800 m)      | 7–20 horas  |                                |
| Kronshtadt Orion              | Rusia                  | 24,600 pies (7,500 m)      | 24 horas    | 1,150 kg (2,535 lb)            |
| KAL KUS-FS                    | Corea del Sur          | 45,000 pies (13,716 m)     | 24 horas    | 5,750 kg (12,566 lb)           |
| Northrop Grumman Firebird     | Estados Unidos         | 25,000 pies (7,600 m)      | 40 horas    | 2,268 kg (5,000 lb)            |
| Shahed 129                    | Irán                   | 24,000 pies (7,300 m)      | 24 horas    |                                |
| TAI Anka                      | Turquía                | 30,000 pies (9,144 m)      | 30 horas    | 1,700 kg (3,748 lb)            |
| Vestel Karayel                | Turquía                | 22,500 pies (6,900 m)      | 8–20 horas  | 630 kg (1,388 lb)              |
| Milkor 380                    | Sudáfrica              | 30,000 pies (9,144 m)      | 35 horas    | 1,300 kg (2,866 lb)            |